# Брега
Брега (на португалски: Brega) е стил в бразилската популярна музика. Възниква през 70-те години на 20 век в североизточните части на страната. Характеризира се със сантиментални и силно опростени текстове и прости аранжименти. През 90-те години стилът получава по-широка популярност.